# 吉田安敬
吉田 安敬（よしだ やすのり、 1979年〈昭和54年〉2月13日 - ）は、日本の歌手、ラジオパーソナリティー。沖縄県小禄出身。愛称は『のーりー』。

## 経歴
- 子供の頃から家庭の影響により常に琉球民謡を聞きながら育ち、5歳のころには民謡ショーで太鼓を担当した。
- 20歳頃から人気民謡歌手であった父・吉田安盛に師事して本格的に琉球民謡を学び、現在は民謡歌手として活動。
- 舞踊集団「花やから」への三線指導なども行っている。
- 2009年12月に父である吉田安盛の死去した後は、父が担当していた番組を引き継ぐ形で「暁でーびる」と「ホーメルでこんにちは」のパーソナリティーを母である盛和子と共に務めた。
- 暁でーびるは現在も放送中で、ラジオ沖縄の長寿番組であり、人気番組である。番組内では親孝行者の のーりー として知られている。
- 『ホーメルでこんにちは』では、裏方を務めながらCMソングを作詞・作曲し歌った。
- 2006年には自身のプロデュースでユニット『ちんだみ〜ず』を、2014年には『シーメンズ』を立ち上げ、三線と笑いの融合に尽力し、活躍中。
- 尚、夫妻の次男である。弟はD-51メンバーのYASU（吉田安英）。妻は民謡歌手の仲村咲。

## 楽曲
- 「クワッチーソング」（作詞・作曲）沖縄ホーメルの番組用ソングとして制作、編曲を玉栄政昭が担当している。

## メディア

### ラジオ
- 『暁でーびる』（ラジオ沖縄）
- 『ホーメルでこんにちは』（ラジオ沖縄）
- 『サンデー島唄でーびる』（ラジオ沖縄）
- 『のーりーとさーきーの島唄華遊び』（FMよなばる79.4MHz）